# Sulzer AG

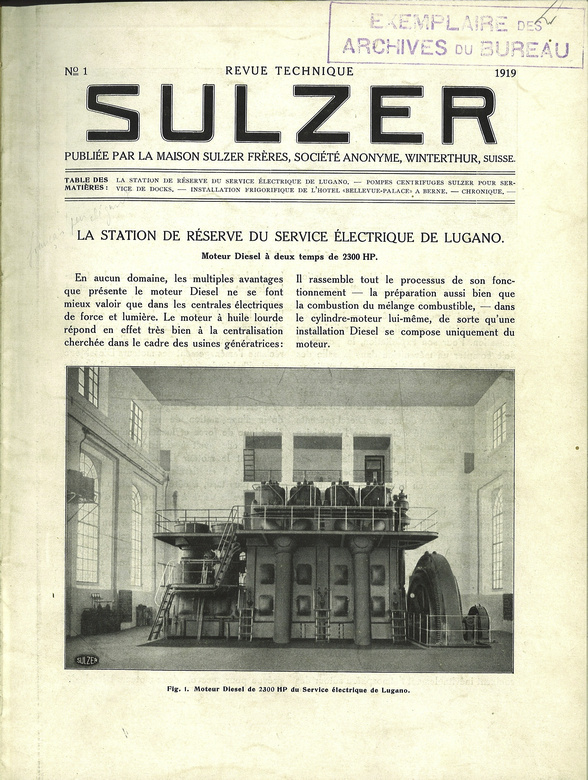
Publicatie van 1919

Sulzer AG is een Zwitsers bedrijf dat genoteerd is aan de Swiss Exchange. Het bedrijf is in 1834 begonnen door de gebroeders Sulzer. Een bekende werknemer van Sulzer was Rudolf Diesel de uitvinder van de dieselmotor. Dieselmotoren van Sulzer werden onder andere gebruikt door de Nederlandse marine in haar onderzeeboten.
In 1990 heeft Sulzer haar tak die dieselmotoren produceerde afgestoten. In eerste instantie wilde MBS (MAN / Burmeister & Wain) de activiteit overnemen, maar het Duitse Kartelamt en het Duitse ministerie van Economische Zaken staken daar een stokje voor. In 1990 ontstond New Sulzer Diesel, eigendom van Bremer Vulkan en Fincantieri (beide 42%), 10% Sulzer AG en 6% Sulzer Diesel management. In januari 1996 werden Bremer Vulkan en Fincantieri beiden voor 50% aandeelhouder. Uiteindelijk werd in april 1997 Wärtsilä Diesel eigenaar en ontstond Wärtsilä NSD. Per die datum verdween de laatste nazaat van de oprichters, Peter Sulzer, uit het bedrijf. Inmiddels wordt de naam Sulzer geheel niet meer gebruikt, alleen nog in de volksmond door gebruikers van de motoren.

## Merknaam
De merknaam Sulzer is onder zeevarenden met name bekend in verband met de Sulzer-RTA tweetakt motoren, de meest recente serie Sulzer-motoren die voor het eerst werd gebouwd in 1982. Andere motortypen die nog steeds in gebruik zijn, zijn de RND, RND-M en de RL-series, waarvan de Wärtsilä-Sulzer RTA96-C de grootste dieselmotor ter wereld is. De 14-cilinder RT-flex 96C levert een totaal vermogen van 108.920 pk bij 102 toeren per minuut. De machine is ruim 23 meter lang. Sulzer heeft ook grote aantallen viertaktmotoren ontworpen en gebouwd. De meest recente serie is de ZA40S, gebouwd tot in het begin van de 21e eeuw. Deze motoren werden vooral veel geplaatst in cruise- en veerschepen, maar ook wel in ijsbrekers en baggerschepen. De schepen van Holland America Lijn werden tot begin deze eeuw voorzien van vier of vijf van deze motoren. Sinds de jaren 60 had Sulzer ook een lijn kleine dieselmotoren: A25, AS25 en AT 25. Als lijnmotor werden zij veel gebruikt als generator aan boord van schepen. DE 12- en 16-cilinder v-motoren vonden vaak hun toepassing als voortstuwing in kleinere schepen zoals vissersschepen, sleepboten en bevoorradingsschepen. In de jaren 80 werd de AT25 opgevolgd door de S20 motor. Deze werd bijna uitsluitend toegepast als generatorset en nauwelijks voor de voortstuwing.
In Nederland heeft de Scheepswerf en Machinefabriek De Schelde in Vlissingen tussen 1921 en 1985 meer dan honderd Sulzer-motoren in licentie gebouwd. Voor de Tweede Wereldoorlog was ook Werkspoor Amsterdam korte tijd licentienemer. Tot 1988 werden er in het Zwitserse Winterthur door Sulzer zelf ook motoren gebouwd. Na dat jaar werden de motoren uitsluitend gebouwd onder licentie, o.a. door scheepswerven in Japan (Mitsubushi, Diesel United) en Korea (Hyundai, Samsung). In Europa worden de motoren gebouwd door Grandi Motori Trieste, Italië en H. Cegielski in Poznan, Polen.
De LD-motoren zijn vooral bekend geworden door het gebruik ervan in diesellocomotieven in met name Groot-Brittannië. Ook in de Verenigde Staten reden diesellocomotieven rond, echter met Sulzer ASL- en ASV-motoren.

## Ontwikkeling
New Sulzer Diesel bleef vooraan lopen bij het ontwikkelen van nieuwe motoren en technieken. Symbolisch daarvoor is de bouw van een Diesel Technology Center in Winterthur, Zwitserland. Daar bevond zich ook het hoofdkantoor en de research afdeling. Het onderzoeks- en trainingscentrum opende zijn deuren in 1995. De eerste nieuwe motoren die daar werden gebouwd en getest zijn de ZA50S en de RT54Flex, de eerste dieselmotor voor scheepsvoortstuwing met een common rail systeem.

## Common-Rail
New Sulzer Diesel was niet de eerste fabrikant die het common-rail principe toepaste in scheepsdieselmotoren, wie de eerste wel was is nog onduidelijk doch de motorenfabrikant Brons uit Appingedam had in 1927 al een motortype met een mechanisch "common-railsysteem". Uiteraard bestond deze term toen nog niet, doch Brons paste bij zijn tweetaktmotoren van de types TA, TB, TC en TD maar één brandstofpomp toe bij meerdere cilinders. Deze brandstofpomp zorgde ervoor dat een leiding constant onder druk stond. Vanaf deze leiding liepen er verstuiverleidingen naar de verstuivers toe. De verstuivers werden op hun beurt door een tuimelaar bediend waardoor deze de brandstof in de verbrandingsruimten injecteren. Brons heeft deze motoren tussen 1927 en 1960 in honderden verschillende uitvoeringen gebouwd. De viercilinders waren voorzien van twee brandstofpompen die de leiding constant onder druk hielden. De eencilinders hadden geen door een tuimelaar bediende verstuiver, de opgebouwde druk in de brandstofpomp opende bij de eencilinders de vestuivers om de brandstof te verstuiven. New Sulzer Diesel paste common-rail toe bij de nl. in de RT flex-motoren. In tegenstelling tot het bij Brons toegepaste mechanische "common-rail systeem" was het systeem van New Sulzer Diesel een elektronisch gestuurd systeem. De scheepvaart liep daarmee voor op de auto-industrie waar dit pas eind jaren 90 gemeengoed werd. Het voordeel van dit systeem is een lager brandstofgebruik, lagere CO2-emissie en lagere onderhoudskosten doordat de nokkenas en toebehoren ontbreken.

## Motortypen Langzaamdraaiend 2-slag
Bij de motortypen staat vóór de letters het aantal cilinders, achter de letters de cilinderdiameter. Tien jaar na de uitvinding van de dieselmotor startte Sulzer in 1908 met het bouwen van langzaamdraaiende 2-slag motoren. Dit 'langzaamdraaiend' wordt letterlijk tot uitdrukking gebracht met de RTA84T motor met slechts 54 omwentelingen per minuut.
| Jaar      | Motorfamilie                             | Cilinderdiameter in cm           | Aantal gebouwd |
| --------- | ---------------------------------------- | -------------------------------- | -------------- |
| 1908-1931 | S                                        | 18 - 90                          | 604            |
| 1908-1932 | Z (ZA, ZF, ZPF, ZT)                      | 52,60,65,68,72,76                | 147            |
| 1929-1933 | DZ (DZL, DZD)                            | 60,70,76                         | 7              |
| 1929-1937 | SN                                       | 48                               | 8              |
| 1930-1946 | DS (DSD, DSDT, DSDG, MSD, KD)            | 53,60,70,72,76                   | 36             |
| 1932-1964 | SD (SD, SDT, SPD, MS, KD, SDS, SDH, SF)  | 36,40,48,49,56,58,60,65,68,72,76 | 744            |
| 1934-1954 | ZD (ZD, ZDA)                             | 60,65,72                         | 10             |
| 1950-1963 | RS (RSD, RSG, RSAD)                      | 58,76                            | 135            |
| 1950-1963 | SAD                                      | 60,72                            | 127            |
| 1956-1987 | RD (RD, RF)                              | 44,56,68,76,90                   | 2.100          |
| 1967-1981 | RN (RND, RNF, RNMD)                      | 68,76,90,105                     | 2.231          |
| 1976-1989 | RN..M (RND..M, RNF..M)                   | 68,76,90                         | 607            |
| 1977-1988 | RL (RLA, RLB)                            | 56,66,76,90                      | 500            |
| 1982-     | RT (RTA, RTA..M, RTA..C, RTA..U, RTA..T) | 38,48,52,58,62,68,72,76,84,96    | 2.500+         |
| 1998-     | RT..Flex (idem als RT)                   | 48,50,58,60,68,82,84,96          | 500+           |

## Motortypen middelsnellopend 2-slag
De middelsnellopende dieselmotoren van Sulzer vonden hun toepassing in kleinere schepen, onderzeeërs van de Koninklijke Marine (QD35 en QD42) maar zelfs ook in vrachtwagens (3ZG9). Bij de motortypen staat vóór de letters het aantal cilinders, achter de letters de cilinderdiameter.
| Jaar                                                                                          | Motorfamilie                                | cilinderdiameter in cm | Aantal gebouwd |
| --------------------------------------------------------------------------------------------- | ------------------------------------------- | ---------------------- | -------------- |
| 1912-1931                                                                                     | Q (U, Q, QL, QN, M)                         | 23-65                  | 518            |
| 1916-1929                                                                                     | MC                                          | 10,16,20               | 162            |
| 1922-1929                                                                                     | RV                                          | 20,24,25,27,31         | 695            |
| 1925-1955                                                                                     | RK (RKP, RWK, RKS, RKH)                     | 15,20,21,25,30,36,38   | 1.900          |
| 1930-1937                                                                                     | DQ (DQD)                                    | 38,42,68               | 6              |
| 1932-1942                                                                                     | QD (QDC, QDCT, QPG, QPD, VQA)               | 32,35,38,42,51,54,68   | 202            |
| 1932-1983                                                                                     | T (TS, TD, TG, TSG, TH, TPF, TA, TAD, TMPF) | 18,23,24,29,32,36,48   | 2.075          |
| 1935-1949                                                                                     | ZG (ZG, ZGH, ZGR, ZGX)                      | 7,9,14,17.5            | 1.040          |
| 1942-1969                                                                                     | M (MPF, MD, MG, MH)                         | 32,42,51               | 160            |
| 1967-1982                                                                                     | ZH (Z40, ZH40, ZV30)                        | 30,40                  | 99*            |
| *ZH motoren zijn allemaal gebouwd door licentienemer Wärtsilä in Finland, de latere eigenaar. |                                             |                        |                |

- Gemeinsame Normdatei: 1008567-1
- Historisch woordenboek van Zwitserland: 041829
- International Standard Name Identifier: 0000 0004 0441 0015
- Library of Congress Control Number: no2002101243
- Nationale Bibliotheek van Tsjechië: osa2009530937
- Virtual International Authority File: 156824203